# Gepinto
Gepinto es el primer álbum de estudio del músico chileno Daniel Riveros, más conocido como Gepe, lanzado en 2005 bajo el sello independiente Quemasucabeza, un año después de su EP 5x5. Este disco incluye su primer éxito, titulado «Namás» con la participación de la cantante Dadalú. En abril de 2008, la edición chilena de la revista Rolling Stone lo situó en el 22.º lugar dentro de los 50 mejores discos chilenos de todos los tiempos.

## Lista de canciones
| Gepinto |                                       |          |  |
| N.º     | Título                                | Duración |  |
| 1.      | «La enfermedad de los ojos»           | 3:06     |  |
| 2.      | «Nunca mucho»                         | 3:39     |  |
| 3.      | «Multiplicación»                      | 2:22     |  |
| 4.      | «Sal»                                 | 3:03     |  |
| 5.      | «Namás» (voz Dadalú)                  | 3:39     |  |
| 6.      | «Los barcos»                          | 2:25     |  |
| 7.      | «Los trapenses»                       | 2:55     |  |
| 8.      | «El gran mal» (voz Javiera del Campo) | 3:09     |  |
| 9.      | «Torremolinos»                        | 2:37     |  |
| 10.     | «Vacaciones»                          | 3:01     |  |
| 11.     | «Nihilo»                              | 4:00     |  |
| 12.     | «Estilo internacional»                | 3:21     |  |
| 13.     | «Guinea»                              | 2:33     |  |
| 39:50   |                                       |          |  |

## Créditos
Intérpretes
- Gepe: voz, guitarra, teclados, percusión, metalófono.
- Pablo Flores: acordeón, percusión, charango, kaoss Pad, bajo.
- Sebastián Sampieri: charango, percusión, rítmica.

Otros
- Gepe: diseño de arte, ilustraciones
- Jean Despujol: ilustraciones
- Pablo González: masterización
- Rodrigo Santis: mezclas, producción, grabación

## Listas
| Publicación   | País           | Lista                                                   | Año  | Puesto |
| ------------- | -------------- | ------------------------------------------------------- | ---- | ------ |
| Alborde       | Estados Unidos | Los 250 álbumes más importantes del Rock Iberoamericano | 2006 | 241    |
| Rolling Stone | Chile          | Los 50 mejores discos chilenos                          | 2008 | 22     |